# Museo delle armi antiche (Martinsicuro)
Il Museo delle armi antiche ha sede nella cittadina abruzzese di Martinsicuro in Provincia di Teramo. È stato allestito all'interno di una dimora aristocratica, edificata su un preesistente fabbricato di epoca romanica.

## Percorso espositivo
L'esposizione si articola in due ambienti ed il cortile esterno alla villa:
- nello spazio del cortile si trovano carrozze ed automezzi d'epoca. Tra questi spiccano la carrozza che utilizzò Giuseppe Garibaldi per trasferirsi dal paese di Pianella a Castelfidardo nelle Marche. Vi è anche un piccolo camion modello Balilla che, durante il secondo conflitto mondiale, è stato impiegato per il trasporto dei feriti da condurre nell'ospedale di Nereto.[1][2]
- nella prima sala sono conservate armi da caccia e pistole risalenti al XVII secolo, di diverse varietà, a pietra focaia, a tamburo, ad aria compressa e pistole da borsetta per signore. Una collezione di sciabole la cui datazione varia dal XIII al XIX secolo. L'allestimento espositivo mostra anche una raccolta di armi segrete ovvero di accessori che nascondono meccanismi che possono essere usati come mezzi di offesa. Tra le rarità una colubrina del quattrocento con mascoli e Bollo Pontificio.[1][2]
- nella seconda sala vi sono accessori, cimeli, medaglie, decorazioni, divise militari, testi che trattano di criminologia militare e un casco di volo appartenuto a Gabriele D'Annunzio.[1][2]